# 아에로드롬시

아에로드롬 시의 위치

아에로드롬시(마케도니아어: Општина Аеродром)는 마케도니아 공화국의 수도인 스코페를 구성하는 10개 지방 자치체 가운데 하나로 인구는 72,009명(2002년 기준)이다. 지방 자치체 이름은 마케도니아어로 "공항", "비행장"을 뜻한다. 남서쪽으로는 키셀라보다 시, 북서쪽으로는 첸타르 시, 북동쪽으로는 가지바바 시, 남쪽으로는 스투데니차니 시와 접한다.